# Бобылка
Бобы́лка — река в Приморском районе Санкт-Петербурга.

## История
Название произошло от Бобыльской слободы — северо-восточной части посёлка Лахта.

## Географические сведения
Берёт начало в Лахтинском разливе, впадает в Финский залив. Длина — около 500 метров.
Через Бобылку переброшен мост трассы Скандинавия и рядом с ним — железнодорожный мост перегона Яхтенная — Лахта. 
По Бобылке проходит граница между 65 муниципальным округом и округом Лахта-Ольгино.